# Moschee Chrysochou

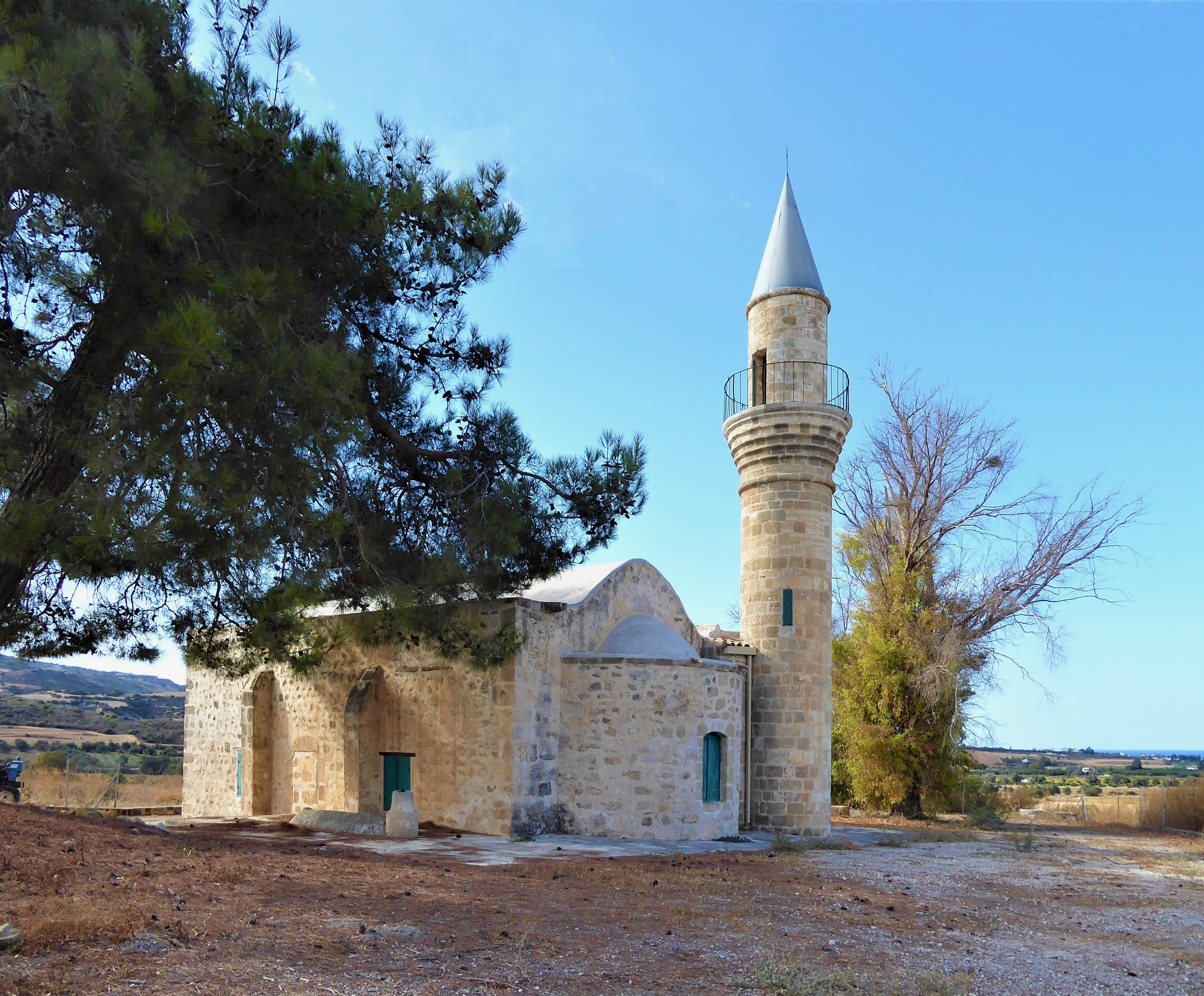
Die Moschee von Chrysochou

Die Moschee (griechisch τζαμί) ist ein seit dem Ausbruch des Zypernkonflikts im Jahr 1974 nicht mehr genutztes Gotteshaus in Chrysochou im Bezirk Paphos auf Zypern.

## Geschichte
Die Moschee in dem kleinen Dorf Chrysochou stellt im Kern eine byzantinische Kirche dar, die ursprünglich dem heiligen Nikolaus (Agios Nikolaos) gewidmet war. Die Kirche ist ein für orthodoxe Dorfkirchen in Zypern typischer schlichter einschiffiger Saalbau mit einer Halbkreisapsis im Osten. Das Dorf Chrysochou existierte bereits vor der fränkischen Kreuzfahrerherrschaft des Hauses Lusignan über die Insel ab dem Jahr 1194 und war eine ältere byzantinische Gründung. Nach der osmanischen Eroberung Zyperns 1570/71 war das Dorf der Sitz eines türkischen Verwaltungsbeamten, was zur Folge hatte, dass die Ortschaft schließlich zu einem rein türkisch-zypriotischen Dorf wurde. Die byzantinische Dorfkirche wurde in eine Moschee umgewandelt, nach Norden hin erweitert und ein Minarett hinzugefügt.
Nach dem Ausbruch des Zypernkonflikts wurde die türkische Bevölkerung aus dem Südteil der Insel vertrieben und griechisch-zypriotische Evakuierte aus dem türkischen Nordteil ließen sich daraufhin im Bereich des Dorfes nieder. Die Moschee wurde nicht weiter genutzt. Das Minarett stürzte nach einem Erdbeben im Jahr 1996 ein und wurde im Jahr 2000 wieder aufgebaut und das Bauwerk renoviert. Bei den Restaurierungsarbeiten und der Entfernung des Putzes im Inneren kamen Farbspuren und einige dekorative Malereien aus der osmanischen Zeit zum Vorschein. Es ließen sich keine älteren byzantinischen Fresken nachweisen.